# Сихла
Сихла (слч. Sihla) насељено је мјесто са административним статусом сеоске општине (слч. obec) у округу Брезно, у Банскобистричком крају, Словачка Република.

## Становништво
| Година:    | 1994. | 2004.   | 2014.   | 2024.   |
| ---------- | ----- | ------- | ------- | ------- |
| Број људи: | 199   | 210     | 196     | 177     |
| Разлика:   |       | +5,52 % | -6,66 % | -9,69 % |

| Година:    | 2023. | 2024.   |
| ---------- | ----- | ------- |
| Број људи: | 179   | 177     |
| Разлика:   |       | -1,11 % |

Према подацима о броју становника из 2011. године насеље је имало 204 становника.